# Mohamed Attaoui
Mohamed Attaoui Tijani (* 26. September 2001 in Beni Mellal, Marokko) ist ein spanischer Leichtathlet, der sich auf den Mittelstreckenlauf spezialisiert hat. Aktuell ist er Inhaber des Landesrekordes im 800-Meter-Lauf und wurde über diese Distanz 2024 in Rom Vizeeuropameister.

## Sportliche Laufbahn
Erste Erfahrungen bei internationalen Meisterschaften sammelte Mohamed Attaoui im Jahr 2022, als er bei den U23-Mittelmeer-Meisterschaften in Pescara in 4:15,43 min die Silbermedaille im 1500-Meter-Lauf hinter dem Italiener Federico Riva gewann. Im Jahr darauf siegte er in 3:53,89 min bei den U23-Mittelmeer-Hallenmeisterschaften in Valencia und im Juli gewann er bei den U23-Europameisterschaften in Espoo in 3:43,63 min die Silbermedaille hinter dem Niederländer Stefan Nillessen. Im August startete er im 800-Meter-Lauf bei den Weltmeisterschaften in Budapest und schied dort mit 1:44,35 min im Halbfinale aus. Im Oktober gelangte er bei den Straßenlauf-Weltmeisterschaften in Riga nach 4:06,59 min auf den 24. Platz über die Meile. 2024 schied er bei den Hallenweltmeisterschaften in Glasgow mit 1:45,68 min im Halbfinale über 800 Meter aus. Im Juni gewann er bei den Europameisterschaften in Rom in 1:45,20 min die Silbermedaille hinter dem Franzosen Gabriel Tual. Anschließend wurde er beim Herculis in 1:42,04 min Zweiter und stellte damit einen neuen Landesrekord auf und löste damit Saúl Ordóñez als Rekordhalter ab. Im August erreichte er bei den Olympischen Sommerspielen in Paris das Finale und belegte dort mit 1:42,08 min den fünften Platz.
2025 schied er bei den Halleneuropameisterschaften in Apeldoorn mit 3:42,55 min im Vorlauf über 1500 Meter aus.
2024 wurde Attaoui spanischer Meister im 800-Meter-Lauf sowie 2025 Hallenmeister über 1500 Meter.

## Persönliche Bestzeiten
- 800 Meter: 1:42,04 min, 12. Juli 2024 in Monaco (spanischer Rekord)
  - 800 Meter (Halle): 1:45,49 min, 9. Februar 2024 in Lyon
- 1000 Meter: 2:15,03 min, 18. Juni 2024 in Bilbao (spanischer Rekord)
  - 1000 Meter (Halle): 2:18,81 min, 25. Januar 2020 in Boston
- 1500 Meter: 3:36,12 min, 6. Juni 2023 in Huelva
  - 1500 Meter (Halle): 3:36,24 min, 16. Februar 2025 in Toruń